# コレクションズ・コーポレイション・オブ・アメリカ

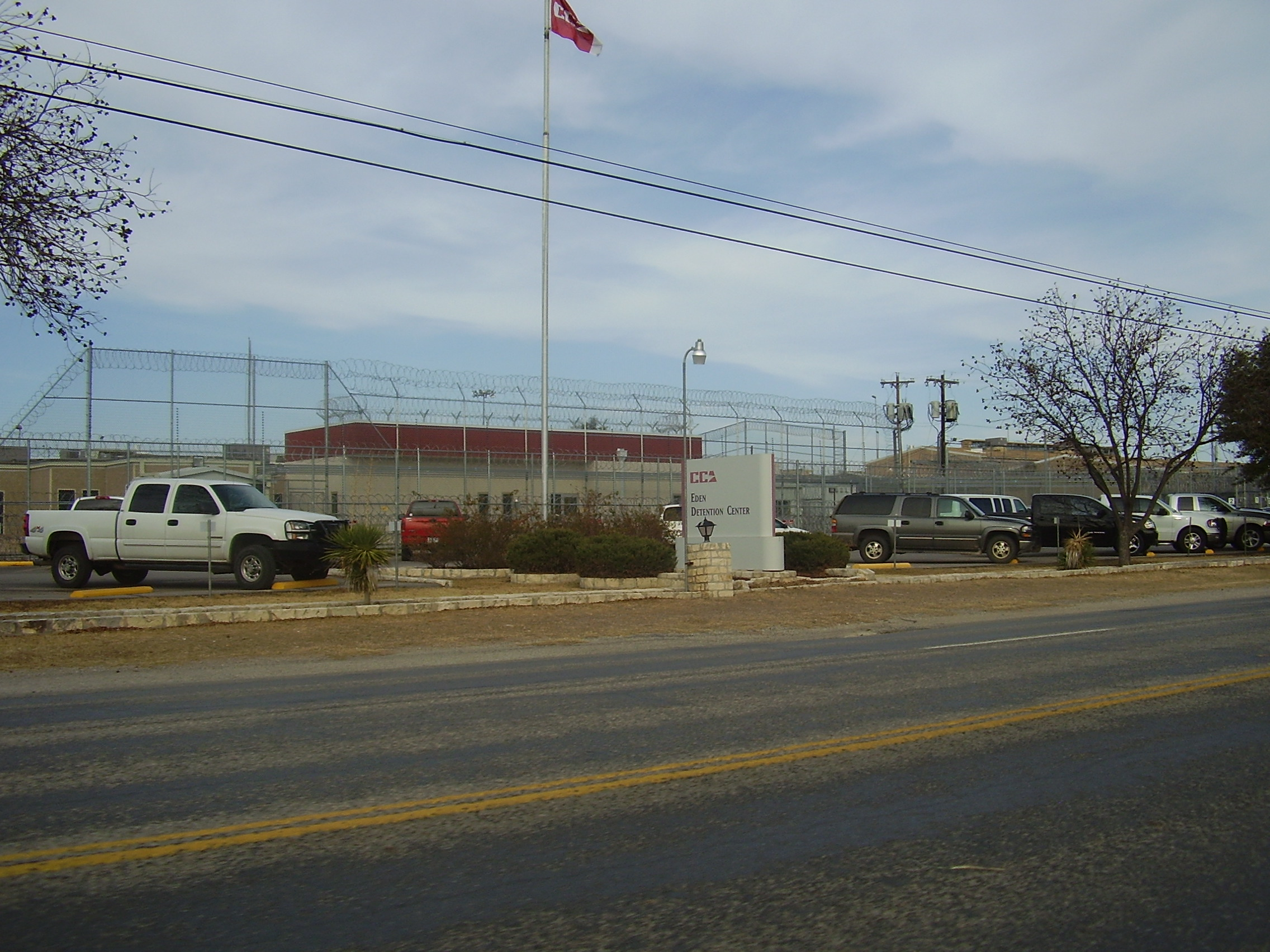
エデン収容センター（Eden, テキサス州）

コアシビック（CoreCivic, Inc. NYSE: CXW）は、アメリカ合衆国の刑務所及び収容所を運営する会社。1983年にコレクションズ・コーポレイション・オブ・アメリカ（Corrections Corporation of America, CCA）として設立。連邦政府または州政府から委託を受け刑務所や移民収容所、居住型社会復帰施設を運営している。

## 参照
1. ↑  “Form 10-K”.  U.S. Securities and Exchange Commission (2020年2月20日). 2020年5月6日閲覧。